# Latina vulgară

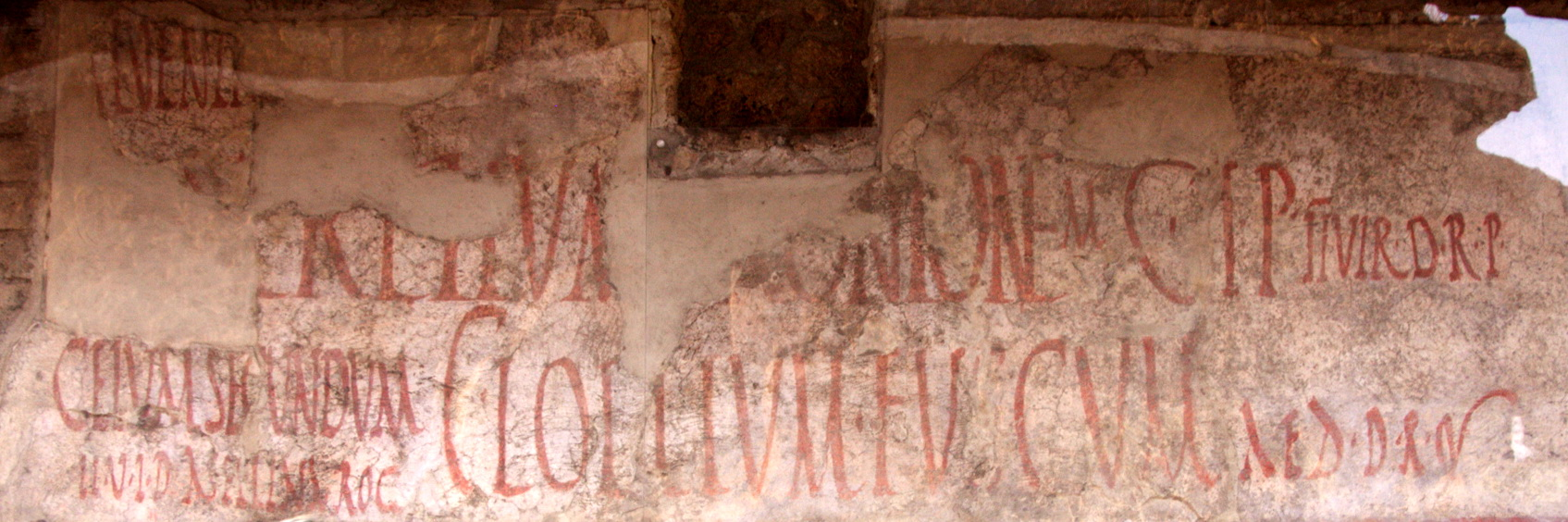
Latina vulgară, văzută în aceste graffiti politice, la Pompeii, vorbită de poporul Imperiului Roman, era diferită de latina clasică cunoscută din literatura latină.

Latina vulgară (latină latina vulgara, sermo vulgaris), uneori numită și Latina Vorbită, a fost o limbă italică folosită în Europa, în teritorii ale țărilor actuale: Franța, Belgia, Italia, Spania, România, Portugalia, Croația și altele. Se deosebește de latina clasică folosită de elitele romane, în cazuri de gramatică, vocabular și pronunțare. Ulterior, a dat începutul pentru cele zece limbi romanice moderne: portugheza, spaniola, catalana, provensala, franceza, sarda, italiana, retoromana, dalmata și româna.

## Istoric
Limba latină originală scrisă (ceea ce este numită astăzi latina clasică) a fost adaptată din limbajul vorbit actual al latinilor, cu unele modificări minore, cu mult înainte de apariția Imperiului Roman. Latina vulgară vorbită în Balcani, în nordul Greciei, a fost puternic influențată de limbile grecești și slave a devenit radical diferită de latina clasică. Ca și în multe limbi, în timp, limbajul vulgar vorbit, diferă de limbajul scris, iar limba scrisă rămâne oarecum statică. În timpul perioadei clasice, limbajul latin (Vulgar) a rămas în mare parte comun în tot imperiul, în ciuda unor diferențe dialectice minore.
Prăbușirea Imperiului Roman de Vest a început rapid să schimbe acest lucru.

## Fonetică
Schimbări în pronunțare a vocalelor între latina clasică și vulgară arată acest tabel:
| Literă | Literă  | Pronunțare | Pronunțare |
| Literă | Literă  | Clasică    | Vulgară    |
| ------ | ------- | ---------- | ---------- |
| Ă ă    | a scurt | [a]        | [a]        |
| Ā ā    | a lung  | [a:]       | [a]        |
| Ĕ ĕ    | e scurt | [e]        | [ɛ]        |
| Ē ē    | e lung  | [e:]       | [e]        |
| Ĭ ĭ    | i scurt | [i]        | [e]        |
| Ī ī    | i lung  | [i:]       | [e]        |
| Ŏ ŏ    | o scurt | [o]        | [ɔ]        |
| Ō ō    | o lung  | [o:]       | [o]        |
| Ŭ ŭ    | v scurt | [u]        | [o]        |
| Ū ū    | v lung  | [u:]       | [u]        |
| Y y    | y scurt | [y]        | [i]        |
| Ȳ ȳ    | y lung  | [y:]       | [i]        |
| AE ae  | ae      | [ai]       | [ɛ]        |
| OE oe  | oe      | [oi]       | [e]        |
| AU au  | au      | [au]       | [au]       |